# 拉斐爾·蘇萬托
拉斐爾·蘇萬托（芬蘭語：Rafael Suvanto，1909年6月28日—1940年3月9日）是一名芬蘭天文學家。
蘇萬托是于尔约·韦伊塞莱的助手。他死於冬季戰爭，最終軍銜是中尉。
小行星中心將小行星1927的發現歸功於他，這顆小行星是在1936年3月18日發現的，並以他的名字命名。